# Скринінг (медицина)
Скри́нінг (від англ. screening — «відбір, сортування») — стратегія в організації охорони здоров'я, спрямована на виявлення захворювань у клінічно безсимптомних осіб в популяції.
Мета скринінгу — по можливості раннє виявлення захворювань, що дозволяє забезпечити ранній початок лікування з розрахунку на полегшення стану пацієнтів і зниження смертності. Попри те, що скринінг сприяє ранній діагностиці, не усі скринінгові методи демонструють однозначну користь. Серед небажаних ефектів скринінгу — можливість гіпердіагностики або помилкової діагностики, створення неправдивого почуття упевненості у відсутності хвороби. З цих причин скринінгові дослідження повинні мати достатню чутливість і допустимий рівень специфічності.
Розрізняють масовий (універсальний) скринінг, до якого притягуються усі особи з певної категорії (наприклад, усі діти одного віку) і селективний скринінг, вживаний в групах ризику (наприклад, скринінг членів сім'ї у разі виявлення спадкового захворювання).
У державах пострадянського простору для позначення скринінгу, помилково також використовується термін диспансеризація.

## Медичне устаткування для скринінгу
Медичне устаткування для скринінгу часто відрізняється від устаткування, вживаного в клінічній діагностиці. Метою скринінгу є лише виявлення/виключення захворювань у клінічно безсимптомних осіб, на відміну від обстеження свідомо хворих, спрямованого на оцінку характеру і вираженості патологічного процесу. У зв'язку з цим, устаткування для скринінгу може бути менш точним, ніж діагностичне.

## Переваги і недоліки скринінгу
Скринінг має як переваги, так і недоліки; рішення про необхідність скринінгу приймається шляхом зважування цих чинників.

### Переваги
Скринінг дозволяє виявляти захворювання в їх ранніх, безсимптомних стадіях, на яких лікування ефективніше.

### Недоліки
Як і будь-які інші медичні дослідження, скринінгові методи не є досконалими. Результати скринінгу можуть бути як неправдиво-позитивними, вказуючи на наявність насправді відсутньої хвороби, так і неправдиво-негативними, не виявляючи існуючу хворобу.
- Скринінг потребує витрат на медичні ресурси на тлі того, що більшість обстежених осіб виявляються здоровими;
- Наявність небажаних ефектів скринінгу (тривога, дискомфорт, дія іонізуючого випромінювання або хімічних агентів);
- Стрес і тривога, викликані неправдиво-позитивним результатом скринінгу;
- Непотрібні додаткові дослідження і лікування осіб з неправдиво-позитивним результатом;
- Психологічний дискомфорт, обумовлений більш раннім знанням про власне захворювання, особливо у разі неможливості лікування;
- Неправдиве почуття безпеки, викликане неправдиво-негативним результатом, яке може відстрочити постановку діагнозу.

## Принципи скринінгу
Доцільність введення скринінгу населення пов'язана з низкою запитань, зазначених вище. Хоча проведення деяких скринінгових тестів не вигідне, в цілому масові скринінгові обстеження забезпечують підвищення рівня здоров'я населення. Всесвітня організація охорони здоров'я в 1968 році розробила рекомендації щодо принципів скринінгу, які досі не втратили актуальність.
Основні положення:
1. Захворювання повинне представляти важливу медичну проблему
2. Повинно існувати лікування захворювання
3. Можливості діагностики і лікування захворювання мають бути доступні
4. Захворювання повинне мати прихований період
5. Для захворювання повинен існувати метод дослідження
6. Метод дослідження має бути прийнятний для використання в популяції
7. Необхідно адекватно розуміти природний перебіг хвороби
8. Повинна існувати погоджена політика в необхідності лікування
9. Економічні витрати на виявлення випадків захворювання мають бути збалансовані із загальним об'ємом витрат
10. Скринінг повинен здійснюватися безперервно, а не «раз і назавжди»